# Ophthalmic Genetics
Ophthalmic Genetics (skrót: Ophthalmic Genet) – naukowe czasopismo okulistyczne wydawane od 1981. Specjalizuje się w genetycznych aspektach chorób oczu. Oficjalny organ International Society for Genetic Eye Diseases and Retinoblastoma. Dwumiesięcznik.
Od 1981 do 1993 czasopismo ukazywało się kwartalnie pod tytułem „Ophthalmic Paediatrics and Genetics". Czasopismo jest recenzowane i publikuje prace oryginalne, krótkie komunikaty oraz artykuły przeglądowe na temat klinicznie i molekularnie genetycznych aspektów chorób oczu.
Pismo ma współczynnik wpływu impact factor (IF) wynoszący 1,574 (2017). W międzynarodowym rankingu SCImago Journal Rank (SJR) mierzącym wpływ i znaczenie poszczególnych czasopism naukowych „Ophthalmic Genetics" zostało w 2017 sklasyfikowane na:
- 51. miejscu wśród czasopism okulistycznych[6] oraz
- 69. miejscu wśród czasopism z kategorii genetyki klinicznej[7].

W polskich wykazach czasopism punktowanych przez Ministerstwo Nauki i Szkolnictwa Wyższego publikacja w tym czasopiśmie otrzymywała kolejno: 20 punktów (lata 2013-2016) oraz 70 punktów (wg listy punktowanych czasopism z 2019).
Publikacje ukazujące się w tym czasopiśmie są indeksowane m.in. w EBSCOhost, OCLC, ProQuest, Current Contents, Science Citation Index Expanded, Web of Science, Embase, Medline oraz w Scopusie.
Wydawcą jest koncern Taylor & Francis. Do 2016 pismo ukazywało się kwartalnie, od 2017 jest dwumiesięcznikiem. Redaktorem naczelnym jest Elias I. Traboulsi (Center for Genetic Eye Diseases, Cleveland Clinic Eye Institute).